# 淋滷曬鹽法
| 新增考古发现 |
| '''<big>1.文献记载</big>''' 早在唐五代时期刘恂的《岭表录异》中就记载了一种利用海边咸沙淋取浓卤的方法：“广南煮海……将人力收聚咸沙，掘地为坑，坑口稀布竹木，铺蓬簟于其上堆沙，潮来投沙，咸卤淋在坑内。伺候潮退，以火炬照之，气冲火灭，则取卤汁，用竹盘煎之，顷克而就”这反映的是当时岭南沿海地带采用的一种制盐技术，制卤方法和工具较为简单原始。 除海盐产区外，内陆地区的盐碱土分布区也有较多地区采用刮土淋卤的技术，主要分布于山西、陕西、山东、河北、河南、吉林、黑龙江等地，其中尤以山西地区最盛，产量较大，在宋代还设置永利盐监管理盐业生产，《宋史》记载：“鬻碱为盐，曰并州永利监，岁煮十二万五千余石。”宋代苏颂的《图经本草》中记载：“并州两监末盐，乃刮碱煎炼，不甚佳，其碱卤皆下品”。 '''<big>2. 考古发现</big>''' 吉林尹家窝堡遗址是一处辽金时期的制盐遗址，位于大安市新荒泡（湖泊）的西南岸，其西侧有面积广大的盐碱地。目前已对该遗址进行了一些试掘，发现的盐业相关遗存有淋卤坑、灶址、烧火遗迹和人工堆土遗迹（图一、图二）。在金代此地隶属于肇州，根据《金史-食货志》中关于“肇州盐”的记载以及近现代当地取土制盐的习俗,发掘者认为，该遗址为土盐制作遗存[7]。结合遗址紧邻的盐碱土资源来看，我们也认为，该遗址的制盐方法就是通过刮取盐碱土、淋取浓卤来熬盐的，其中淋土法的相关生产遗迹有淋卤坑和人工堆土遗迹。淋卤坑由浅坑和深坑两部分组成，整体平面近凸字形，通长约3米左右。浅坑平面呈长方形，坑壁和底部涂抹白膏泥防渗，底部白膏泥层上部用圆木和木板构筑低矮木架，将浅坑内的空间分隔成上下两部分，北壁中间近底处有一圆形孔洞与深坑相连；深坑平面亦呈长方形，坑四壁均贴筑木板，坑底部铺有编织成的席子。另外，人工堆土遗迹的形制和组成成分还未公布，但我们推测这些遗迹可能是将刮取的盐碱土聚拢成堆所形成。 图一 吉林尹家窝堡遗址发掘区全景 图二 吉林尹家窝堡遗址发现的淋卤坑 |

## 外部連結
- 鹽田進化_陳永華的淋滷曬鹽法
- 鹽田工作_淋滷曬鹽法